# Ensemble sculptural de Constantin Brâncuși à Târgu Jiu
L'ensemble sculptural de Constantin Brâncuși à Târgu Jiu est un hommage aux soldats roumains de la Première Guerre mondiale, réalisé par Constantin Brâncuși, et installé dans un parc de la ville de Târgu Jiu, en Roumanie.
Il est composé de trois sculptures monumentales : la table du silence, la porte du Baiser, et la colonne sans fin.
L'« ensemble monumental de Brâncuși à Târgu Jiu » est inscrit sur la liste du patrimoine mondial par l'UNESCO en 2024.